# 阿南达
阿南达（穆麟德轉寫：ananda，17世纪？—1701年），清朝将领，蒙古正黄旗人，乌弥氏，巴賴都爾莽奈之孙，内大臣哈岱次子。
阿南达开始以一等侍卫兼佐领。康熙八年（1669年），因为党附鳌拜论罪，后来获得宽宥。康熙十七年（1688年），因为准噶尔汗国噶尔丹侵掠喀尔喀诸部，他奉命劝谕罢兵。康熙十九年（1690年），阿南达随大将军裕亲王福全在乌兰布通之战战胜噶尔丹。康熙三十一年（1692年），奉命赴宁夏，招降和硕特部台吉巴图尔额尔克济农，升为正黄旗蒙古都统。康熙三十五年（1696年）康熙帝亲征噶尔丹，奉命在喀尔喀诸部，选出熟悉塞外途径之人二十人为向导。随后跟随费扬古，在昭莫多之战击败噶尔丹。驻守肃州，招降噶尔丹妻弟噶尔丹多尔济，擒获噶尔丹族子顾孟多尔济。康熙三十六年（1697年），叙昭莫多之功，授云骑尉世职。奉命驻守西宁。雍正二年（1724年），追谥恪敏。其子阿喇纳。